# トム・ローラー
トム・ローラー（Tom Lawlor、1983年5月15日 - ）は、アメリカ合衆国の男性総合格闘家、プロレスラー。マサチューセッツ州フォールリバー出身。シンジケートMMA所属。プロレスラーとしてはMLWに所属しており、また新日本プロレスにも参戦している。

## 来歴
エステロ高校でレスリングを始め、セントラルフロリダ大学ではNCWAで3度優勝した。大学では教育社会学の学士を取得し、卒業後は高校の歴史教師をしながら、フロリダのローカル団体でプロレスラーをしていた。フォールリバーに帰省するとブラジリアン柔術を始め、2007年にプロ総合格闘技デビュー。

### The Ultimate Fighter
2008年、リアリティ番組「The Ultimate Fighter」のシーズン8に参加。フランク・ミア率いるチーム・ミアに所属。ライトヘビー級トーナメント1回戦でライアン・ロペスと対戦し、リアネイキドチョークで一本勝ち。2回戦でライアン・ベイダーと対戦し、パウンドでTKO負けを喫した。

### UFC
12月13日、UFC初参戦となったThe Ultimate Fighter: Team Nogueira vs. Team Mir Finaleでカイル・キングスベリーと対戦し、3-0の判定勝ちを収めた。
2009年7月11日、ミドル級転向初戦となったUFC 100でCB・ダラウェイと対戦し、ギロチンチョークで一本勝ち。サブミッション・オブ・ザ・ナイトを受賞した。
2010年1月11日、UFC Fight Night: Maynard vs. Diazでアーロン・シンプソンと対戦し、1-2の判定負け。ファイト・オブ・ザ・ナイトを受賞した。
2011年11月19日、UFC 139でクリス・ワイドマンと対戦し、ダースチョークで一本負けを喫した。
2012年5月15日、UFC on Fuel TV 3でジェイソン・マクドナルドと対戦し、左ストレートでKO勝ち。ノックアウト・オブ・ザ・ナイトを受賞した。
2015年7月25日、ライトヘビー級復帰初戦となったUFC on FOX 16でライトヘビー級ランキング15位のジアン・ヴィランテと対戦し、右ストレートでTKO勝ち。パフォーマンス・オブ・ザ・ナイトを受賞した。
2016年3月5日、UFC 196でライトヘビー級ランキング12位のコーリー・アンダーソンと対戦し、判定負け。11月4日、U米国アンチドーピング機関（USADA）が10月10日に実施した競技会外抜き打ち検査で陽性反応が検出されたとして暫定的な資格停止処分を受け、ローラーが自身で薬物の使用を否定した上で陽性反応が検出されたのはオスタリンとUSADAから通告されたことを明かした。2017年2月24日、USADAから2年間の出場停止処分を受けた。
2018年8月13日、UFCからリリースされた。11月24日、オスカー・デ・ラ・ホーヤ率いるゴールデンボーイ・プロモーションズ主催の総合格闘技大会で約2年8か月ぶりの復帰戦を行いデロン・ウィンに判定負け。
2021年4月29日、約2年半ぶりの試合をPFL 2で行いアントニオ・カルロス・ジュニオールにギロチンチョークで一本負け。

### プロレス
2017年、アメリカのプロレス団体であるメジャー・リーグ・レスリング（MLW）に入団。
2019年2月2日、ロウ・キーを破りMLW世界ヘビー級王座を獲得。
2020年6月20日、新日本プロレスのLion’s Break Collisionに参戦することが発表される。11月14日、ラスト・テイラー、JR・クレイトスと共にTEAM FILTHYを結成。11月21日にはダニー・ライムライトが新たにチームに加入した。
2021年4月24日、NEW JAPAN CUP USA 2021の決勝戦をブロディ・キングと戦い勝利。『NEW JAPAN CUP USA 2021』のトーナメント優勝者になると共に、新設された初代NJPW STRONG 無差別級王座を獲得。試合後、同じTEAM FILTHYに所属するクリス・ディッキンソンが次期挑戦をアピール。5月15日の試合後、ローラーからの握手を拒否したディッキンソンをダニー・ライムライトが背後から襲撃しTEAM FILTHYから追放。5月29日、COLLISIONのメインイベントでクリス・ディッキンソンとSTRONG無差別級選手権試合を戦い勝利。初防衛に成功する。試合終了後に現れたカール・フレドリックスが次期挑戦をアピール。6月26日、IGNITIONのメインイベントでカール・フレドリックスとSTRONG無差別級選手権試合を戦い勝利。二度目の防衛に成功する。

## 戦績
| 総合格闘技 戦績 | 総合格闘技 戦績 | 総合格闘技 戦績 | 総合格闘技 戦績 | 総合格闘技 戦績 | 総合格闘技 戦績 | 総合格闘技 戦績 |
| --------------- | --------------- | --------------- | --------------- | --------------- | --------------- | --------------- |
| 20 試合         | (T)KO           | 一本            | 判定            | その他          | 引き分け        | 無効試合        |
| 11 勝           | 4               | 4               | 3               | 0               | 0               | 1               |
| 8 敗            | 0               | 3               | 4               | 1               | 0               | 1               |

| 勝敗 | 対戦相手                           | 試合結果                           | 大会名                                                  | 開催年月日     |
| ○    | ジョーダン・ヤング                 | 5分3R終了 判定3-0                  | PFL 5                                                   | 2021年6月17日  |
| ×    | アントニオ・カルロス・ジュニオール | 1R 4:43 ギロチンチョーク           | PFL 2                                                   | 2021年4月29日  |
| ×    | デロン・ウィン                     | 5分3R終了 判定0-3                  | Golden Boy Promotions: Liddell vs. Ortiz 3              | 2018年11月24日 |
| ×    | コーリー・アンダーソン             | 5分3R終了 判定0-3                  | UFC 196: McGregor vs. Diaz                              | 2016年3月5日   |
| ○    | ジアン・ヴィランテ                 | 2R 0:27 TKO（右ストレート）        | UFC on FOX 16: Dillashaw vs. Barao 2                    | 2015年7月25日  |
| ○    | マイケル・カイパー                 | 2R 1:05 ギロチンチョーク           | UFC on Fuel TV 9: Mousasi vs. Latifi                    | 2013年4月6日   |
| ×    | フランシス・カーモン               | 5分3R終了 判定1-2                  | UFC 154: St-Pierre vs. Condit                           | 2012年11月17日 |
| ○    | ジェイソン・マクドナルド           | 1R 0:50 KO（左ストレート）         | UFC on Fuel TV 3: Korean Zombie vs. Poirier             | 2012年5月15日  |
| ×    | クリス・ワイドマン                 | 1R 2:07 ダースチョーク             | UFC 139: Shogun vs. Henderson                           | 2011年11月19日 |
| ○    | パトリック・コーテ                 | 5分3R終了 判定3-0                  | UFC 121: Lesnar vs. Velasquez                           | 2010年10月23日 |
| ×    | ジョー・ドークセン                 | 2R 2:10 リアネイキドチョーク       | UFC 113: Machida vs. Shogun 2                           | 2010年5月8日   |
| ×    | アーロン・シンプソン               | 5分3R終了 判定1-2                  | UFC Fight Night: Maynard vs. Diaz                       | 2010年1月11日  |
| ○    | CB・ダラウェイ                     | 1R 0:55 ギロチンチョーク           | UFC 100                                                 | 2009年7月11日  |
| ○    | カイル・キングスベリー             | 5分3R終了 判定3-0                  | The Ultimate Fighter: Team Nogueira vs. Team Mir Finale | 2008年12月13日 |
| ○    | トラヴィス・バートレット           | 1R 1:10 リアネイキドチョーク       | FFP: Untamed 20                                         | 2008年4月12日  |
| ×    | シェイン・プリム                   | 1R 0:24 反則（グラウンドの膝蹴り） | WFC 6: Battle in the Bay                                | 2008年3月22日  |
| ○    | セザール・バロス                   | 1R 0:10 KO（パンチ連打）           | FFP: Untamed 15                                         | 2007年8月25日  |
| ○    | ジェイソン・バーログ               | 1R 3:59 TKO（パンチ連打）          | WFC 3: Turf Wars                                        | 2007年4月7日   |
| ○    | ジョナサン・フェルナンデス         | 1R 1:20 リアネイキドチョーク       | Xtreme Fighting Championships 1                         | 2007年4月3日   |
| －   | アリエル・ガンドゥーラ             | 1R ノーコンテスト                  | Kick Enterprises                                        | 2007年3月10日  |

## 得意技

### フィニッシュ・ホールド
NKOTB（Nasty Knee On The Brain）
相手の両腕を首の前で交差させ両手を掴んだ状態のまま延髄に膝を叩き込む技。

### 打撃技
エルボー
エルボー・スタンプ
バックエルボー
バック・スピン・エルボー
バックハンド・チョップ
ナックルパンチ
パウンド
サッカーボールキック
グラウンド状態や長座状態の相手の背中に対して、サッカーボールキックで蹴り上げて足の甲でキックを放つ技。
ランニング・サッカーボールキック
助走を付けてから相手の背中を蹴り上げて、更に助走を付けて相手の胸元にサッカーボール・キックで蹴り上げて足の甲でキックを放つ技。
各種蹴り技
ローキック、ミドルキック、ハイキック、ローリング・ソバットなど使用。
ニーキック
通常のニーキック、グランド式ニーキックの2種類を使用。
ニーリフト
ドロップキック

### 投げ技
スインギング・DVD
相手をファイヤーマンズキャリーで両肩に担ぎ上げ、その場で横回転しながら勢いよく倒れ込んで相手を後頭部からマットに叩きつける。文字通り旋回式・DVD（デスバレー・ドライバーの略）。元UFC戦士の豪快なプロレス技。
スープレックス
スーパープレックス
フロント・ネックチャンスリー・ドロップ
ジャーマンスープレックス
バックドロップ

### 絞め技・関節技
クロスフェイス
アームバー
ニーバー
ストレートアームバー
チキンウィングアームロック
スリーパーホールド
リアネイキドチョーク
ダース・チョーク
ギロチンチョーク
チンロック
フロント・ネックチャンスリー
ボストンクラブ
ハーフボストンクラブ

### フォール技
バックスライド
スクールボーイ
スモール・パッケージホールド
ジャックナイフ・ホールド
ローリング・クラッチ・ホールド

## タイトル歴

### 総合格闘技
- UFCファイト・オブ・ザ・ナイト（1回）
- UFCノックアウト・オブ・ザ・ナイト（1回）
- UFCサブミッション・オブ・ザ・ナイト（1回）
- UFCパフォーマンス・オブ・ザ・ナイト（1回）

### プロレス
MLW
- MLW世界ヘビー級王座 : 1回（第7代）

新日本プロレス
- STRONG無差別級王座 : 1回（初代）
- NEW JAPAN CUP in the USA 優勝（2021年）